# Lista de animais extintos da Ásia
Esta é uma lista de espécies e subespécies de animais extintos na Ásia no período Quaternário. A lista inclui também extinções localizadas dentro do continente asiático e animais existo na Ásia mas presentes em outros continentes.

## Extinções do Pleistoceno
- Panthera leo spelaea Leão-das-cavernas (Ásia Central e Sibéria)
- Panthera leo sinhaleyus Leão-do-Sri-Lanka (Sri Lanka)
- Bison priscus Bisão-das-estepes (norte e centro da Ásia)

## Extinções do Holoceno

### Mamíferos
```
Bos primigenius primigenius
 
Auroque
 (
Oriente Médio
, 
Irã
, 
Turquestão
, 
Índia
, 
China
, 
Sibéria
, 
Coreia
)

Bos primigenius namadicus
 (
subcontinente indiano
)

Mammuthus exilis
 (c. 1500 a.C., 
ilha de Wrangel
, 
Rússia
)

Elephas maximus asurus
 
Elefante-sírio
 (
100 a.C.
, 
Oriente Médio
)

Elephas maximus rubridens
 Elefante-chinês (século 15 a.C., 
China
)

Dicerorhinus sumatrensis lasiotis
 (
Bangladesh
, 
Índia
)

Canis lupus hattai
 
Lobo-de-hokkaido
 (
1889
, norte do 
Japão
)

Canis lupus hodophilax
 
Lobo-de-honshu
 (
1905
, sul e centro do 
Japão
)

Cervus schomburgki
 
Cervo-de-schomburgk
 (
1938
, 
Tailândia
)

Panthera tigris balica
 
Tigre-de-bali
 (
1937
, ilha de 
Bali
)

Panthera tigris virgata
 
Tigre-do-cáspio
 (
1973
, 
Rússia europeia
, 
Transcáucaso
, 
Curdistão
, norte do 
Irã
, 
Afeganistão
, 
Turquestão
 chinês e russo, sudoeste da 
Sibéria
, oeste da 
Mongólia
)

Panthera tigris sondaica
 
Tigre-de-java
 (
1979
, 
Java
)

Acerodon lucifer
 (
Filipinas
)

Dobsonia chapmani
 (
Filipinas
)

Pipistrellus sturdeei
 (
Japão
)

Pteropus loochoensis
 (
Japão
)

Equus hemionus hemippus
 (
Irã
, 
Iraque
, 
Síria
, 
Arábia Saudita
)

Gazella arabica
 (
Arábia Saudita
)

Gazella bilkis
 (
Iêmen
)

Hydrodamalis gigas
 (
1768
, 
Rússia
)

Papagomys theodorverhoeveni
 (
Indonésia
)

Paulamys naso
 (
Indonésia
)

Ratufa indica dealbata
 (
Índia
)

Spelaeomys florensis
 (
Indonésia
)

Neofelis nebulosa brachyura
 (
1983
, 
Taiwan
) e (
Filipinas
)

Zalophus japonicus
 (
Japão
)

Ursus arctos puinosus
 (
1920
, 
Sibéria
)

Acomys nesiotes
 (
1980
, 
Chipre
)

Hipoppotamus minutus
 (
Chipre
)

Lipotes vexillifer
 (
2006
, 
China
)
```

### Aves
```
Struthio camelus syriacus
 
Avestruz-árabe
 (
1942
, 
Oriente Médio
)

Argusianus bipunctatus
 (
Indonésia
, 
Malásia
)

Chaunoproctus ferreorostris
 (
Japão
)

Columba jouyi
 (
Japão
)

Columba versicolor
 (
Japão
)

Phalacrocorax perspicillatus
 (
Rússia
)

Zoothera terrestris
 (
Japão
)

Rhodonessa caryophyllacea
 (
Bangladesh
, 
Índia
, 
Nepal
, possivelmente encontrado em 
Myanmar
)

Cinclus cinclus olympicus
 (1950, 
Chipre
)
```

.

### Anfíbios
```
Discoglossus nigriventer
 (Lago Huleh, 
Israel
)

Nannophrys guentheri
 (
Sri Lanka
)

Philautus adspersus
 (
Sri Lanka
)

Philautus dimbullae
 (
Sri Lanka
)

Philautus eximius
 (
Sri Lanka
)

Philautus extirpo
 (
Sri Lanka
)

Philautus halyi
 (
Sri Lanka
)

Philautus leucorhinus
 (
Sri Lanka
)

Philautus malcolmsmithi
 (
Sri Lanka
)

Philautus nanus
 (
Sri Lanka
)

Philautus nasutus
 (
Sri Lanka
)

Philautus oxyrhynchus
 (
Sri Lanka
)

Philautus rugatus
 (
Sri Lanka
)

Philautus temporalis
 (
Sri Lanka
)

Philautus travancoricus
 (
Sri Lanka
)

Philautus variabilis
 (
Sri Lanka
)

Philautus zal
 (
Sri Lanka
)

Philautus zimmeri
 (
Sri Lanka
)

Cynops wolterstorffi
 (
China
)
```

### Peixes
```
Acanthobrama hulensis
 (Lago Huleh, 
Israel
)

Cyprinus yilongensis
 (
China
)
```

### Moluscos
```
Gastrocopta chichijimana
 (
Japão
)

Gastrocopta ogasawarana
 (
Japão
)

Hirasea planulata
 (
Japão
)

Lamellidea monodonta
 (
Japão
)

Lamellidea nakadai
 (
Japão
)

Littoraria flammea
 (
China
)

Trochoidea picardi
 (
Israel
)

Vitrinula chaunax
 (
Japão
)

Vitrinula chichijimana
 (
Japão
)

Vitrinula hahajimana
 (
Japão
)
```

## Extinções locais
- Leão-asiático, Panthera leo persica
  - Armênia - 300
  - Azerbaijão - século X
  - Palestina - século XII
  - Turquia - 1870
  - Síria - 1891
  - Iraque - 1918
  - Irã - 1942